# Museum Geiserschmiede

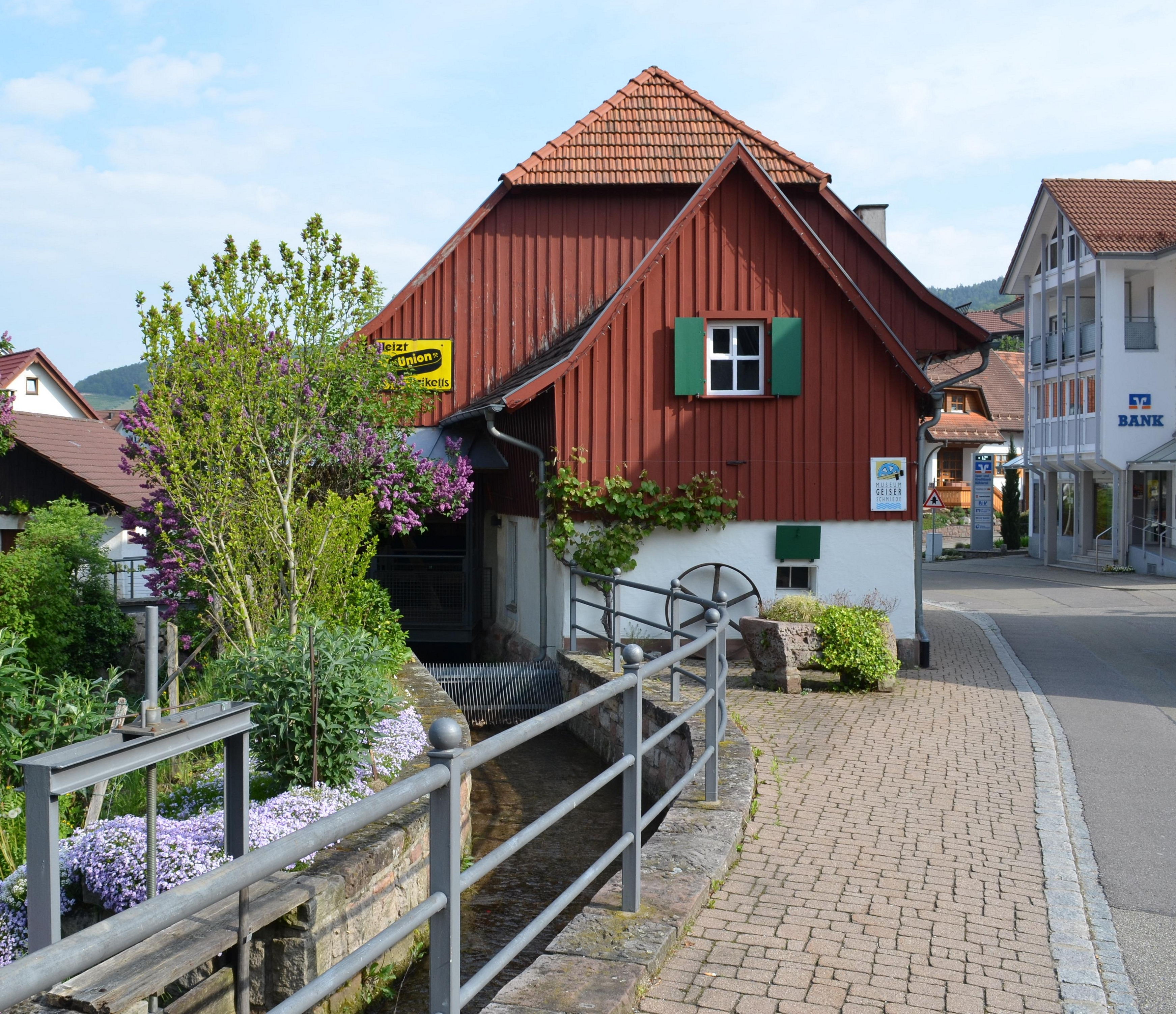
Museum Geiserschmiede

Das Museum Geiserschmiede ist ein seit 1999 bestehendes Heimatmuseum in Bühlertal im Landkreis Rastatt in Baden-Württemberg.

## Ausstellung
Das Museum zeigt eine über 100 Jahre genutzte, wasserbetriebene und voll funktionstüchtige Hammerschmiede in einem mindestens 300 Jahre alten Gebäude. Neben der Ortsgeschichte wird das traditionelle Handwerk des Schmieds in Ausstellung, Vorführung und interaktiven Medien erläutert.  Das Museum wird durch einen Museumsverein betrieben und ist an jedem 2. und 4. Sonntag eines Monats am Nachmittag geöffnet.

## Geschichte
Die von der vorbeifließenden Bühlot angetriebene Mahlmühle wurde 1891 zur Hammerschmiede umgebaut. Bis 1961 wurden darin von den Schmieden, zuletzt von den Brüdern Eugen und Josef Geiser, sämtliche Werkzeuge für die regionale Land- und Forstwirtschaft produziert. Werkstatt und Gebäude verfielen bis 1994 zunehmend, bevor eine Gruppe Bühlertäler Bürger in mehr als 7.500 ehrenamtlich geleisteten Stunden den Gebäudekomplex und dessen technische Einrichtung sanierte und restaurierte. Das Museum wurde 1999 eröffnet und 2002 vom Arbeitskreis Heimatpflege im Regierungsbezirk Karlsruhe als vorbildliches Heimatmuseum ausgezeichnet.